# 神谷あん
神谷 あん（かみや あん、1982年5月1日 - ）は、かつてスタイルコーポレーションに所属していた日本の元レースクイーンである。福井県出身。愛称は「あんあん」。
2005年のスーパー耐久イメージガールユニット『桜三世'05』のメンバーとして、晴菜あい、篠崎まゆと共に活動した。

## 人物
- 趣味：ブリザードフラワー、料理、ドライブ
- 特技：卓球

## DVD
いずれもビーエムドットスリーより発売
- venus bomber（2005年9月28日発売・SKV-003）
- Oh! ANGEL（2006年1月25日発売・SKV-020）

## イベント出演
- 東京オートサロン2005・2006「ALPINEブース」（2006年は晴菜あいと共演）